# Nl (формат)
nl — формат файлів для представлення та архівації задач математичного програмування. Він підтримує лінійні і нелінійні задачі оптимізації, а також задачі взаємодоповнюваності (MPECs), з дискретними або неперервними змінними. Спочатку цей формат винайдено для приєднання розв'язувачів до AMPL, але потім він був прийнятий іншими системами, такими як COIN-OR як один із вхідних форматів і FortSP для взаємодії із зовнішніми розв’язувачами.
Формат nl є низького рівня і призначений для забезпечення компактності, а не для зручності читання. Він має як бінарне, так і текстове представлення.
Багато розв’язувачів, таких як CPLEX, Gurobi і MOSEK, прийняли цей формат або безпосередньо, або через спеціальні програми, драйвери.
Бібліотека AMPL Solver Library (ASL), яка дозволяє читати nl файли і забезпечує автоматичне диференціювання функцій, має відкритий вихідний код. Він використовується в багатьох розв’язувачах для здійснення AMPL зв'язку.